# マシュー・パーカー
マシュー・パーカー（英: Matthew Parker, 1504年8月6日 - 1575年5月17日）は、イングランドのキリスト教聖職者。1559年から死ぬまでの間、カンタベリー大主教を務めていた人物である。また、影響力のあった神学者でもあり、トマス・クランマーやリチャード・フッカーとともにアングリカニズムを形成した人物でもある。
パーカーは、国教会の教義を定めている39ヶ条の主要製作者の一人でもある。また彼は、初期の英語文献を集めており（これらには「聖アウグスティヌスの福音書」や「アングロサクソン年代記」が含まれている）、これはイングランド教会が歴史的にカトリックから独立していたというパーカーの主張を証明する材料として利用されたほか、世界的にも最も重要な古文献のコレクションのひとつになっている。

## 生い立ち
マシュー・パーカーはノリッジのセントセイバー小教区において、ウィリアム・パーカーの長男として生まれた。母はアリス・パーカー、旧姓はアリス・モニンスであり、トマス・クランマーと婚姻していた可能性があるともいわれる。1516年頃に父が死ぬと、母はジョン・ベーカーという人物と再婚したため、マシューは1522年にケンブリッジのコーパス・クリスティー・カレッジに入れられた。このとき彼はウィリアム・セシルと同学年だったとされるが、セシルはそのときわずか2歳だった。パーカーは1525年に学士卒業し、同年4月に助祭に任じられ、1527年6月には司祭となった。11月にはコーパス・クリスティー大学のフェローに選ばれ、さらに1528年には修士号を得た。彼はトマス・ウルジーがオックスフォードに新たに作った「カーディナル・カレッジ」（現在のクライスト・チャーチカレッジ）に移ってきてほしいと願っていたケンブリッジの学者の一人であった。
パーカーはクランマーと同様にこの誘いを断り、ケンブリッジの宗教改革派の影響を受けるようになり、アン・ブーリンが王妃として承認されると彼女のお抱え司祭となった。1535年には、彼女を通じてストーク・バイ・クレアにある世俗司祭（secular canons。世俗のカノン（en））の大学の学部長になった。同年、ヒュー・ラティマーはパーカーに、パーカーの持ちうる能力に見合った期待を持たれるようにすべきという手紙をしたためている。
1537年、パーカーはヘンリー8世のお抱え司祭となった。1538年にはパーカーは訴追されるおそれがあったが、ドーヴァー司教 (en) はトマス・クロムウェルに対して「パーカーは正しい判断をしており、また良い翻訳聖書を発表している。そのことで彼はいくらか恨みを買っている (hath ever been of a good judgment and set forth the Word of God after a good manner. For this he suffers some grudge) 。」と報告している。同年に彼は神学士 (en) 号を与えられ、1541年には構造改革が行われたイーリー大聖堂 (en) の主教座聖堂参事会員の2位に任ぜられた。1544年にはヘンリー8世の推挙でコーパス・クリスティー・カレッジの学長に任ぜられ、翌1545年にはケンブリッジ大学の副学長となり学長のスティーブン・ガーディナーと共に様々なトラブル、特に学生の間で流行っていたパンマキウス (en) と呼ばれた行為（ルター主義を題材にした演劇であり、古い教会の仕組みを馬鹿にしていた）に対応した。

## 権力の獲得
1545年に議会で法案が可決され、王権によって寄進礼拝堂 (en) や大学を解散させることが可能になった。この頃、パーカーはケンブリッジ大学の理事の一人であったが、理事会に出した報告書は大学を解体から救ったと考えられる。しかし、ストーク校は王権で解散させられ、パーカーには多くの恩給が入った。彼は新たな王エドワード6世の影響力を、1547年6月のノーフォークの大地主ロバート・ハーレストンの娘であるマーガレットとの結婚に利用した（1547年時においては聖職者の結婚は議会でも主教会議でもまだ認められていなかった）。ケットの乱 (en) に際しては、マウスホールド・ヒルに陣取る反乱軍の野営地で説得を行った。大きな成果は上がらなかったが、後にパーカーの御付司祭であったアレキサンダー・ネヴィルに反乱におけるパーカーの経歴を記すように促した。
パーカーは年を追うごとにプロテスタントへの傾斜が強くなっていき、またサマセット公エドワード・シーモアの元の元よりもノーザンサバランド公ジョン・ダドリーの元で高い地位に就いた。また、ケンブリッジ大学において彼はマルティン・ブツァーと親しくしており、1551年にブツァーが死ぬとその弔辞説法を行った。1552年には豊かな財源を持つリンカン大聖堂の首席司祭（主教の下に当たる地位）に任ぜられた。翌1553年、パーカーはケンブリッジにおいて、メアリー1世の即位に反対し北に進軍するダドリー（すでにこの行動の成功は絶望的ではあった）と会食を行った。ダドリーの支援者、そして妻帯者として、メアリー1世の治世中、彼は首席司祭の任やコーパス・クリスティー・カレッジの長、その他の地位を剥奪された。ただし彼は、ほかのプロテスタント主義者のように国外逃亡はしなかったが、これは実際のところ、国外に逃れた熱心なプロテスタント主義者やメアリー1世によって殉教させられた仲間たち（彼らは理想像とされていた）をいらだたせていたと考えられる。パーカーは権威を敬い、さらに自身の番になったときにその矛先を他人に押し付けていた可能性がある。彼は職務に就けられることに乗り気ではなく、エリザベス1世が即位してすぐに彼に用意したカンタベリー大主教の椅子を避けるために大きな労力を払っていたとされる。

## カンタベリー大主教
1559年8月1日、パーカーはカンタベリー大主教に選ばれた。しかし、エリザベス1世の即位に先立ってメアリー1世の圧政があったこともあり、任命に必要であったパーカーを聖別する権利と意思を持っている4人の主教を探すのは困難を極め、12月19日まで行うことが出来なかった。聖別はランベスで行われたが、聖別を行った4人の主教は、先のバースおよびウェルズ主教ウィリアム・バーロー、先のチチェスター主教ジョン・スコーリー(en)、先のエクセター主教マイルス・カヴァーデール(en)、そしてベドフォード主教ジョン・ホジキンスであった。
なお、この聖別の正当性に対しては『ナグスヘッドの作り話』と呼ばれるまったく証拠の無い異議があり、今日に至るまでこの聖別、そしてパーカーの評判を貶めているが、これはクリストファー・ホーリーウッドという反宗教改革派であるイエズス会の修道士が1604年にでっち上げたのが最初であると考えられている。しかし、パーカーの聖別の正当性は国王至上権のみがよりどころであり、さらにこの聖別に使ったエドワード6世時代の聖職授任式目はメアリー1世の時代に廃止されており、1559年の議会でも効力が復活していなかった。このことをもってローマ・カトリック教会側は、パーカーを司教に任じるには不十分であり、そのため使徒継承が途切れていると主張した（ナグスヘッドの作り話参照）。しかしイングランド国教会はこの主張をはねつけ、式目の内容、正当性には問題はないと主張した。
中道的な宗教政策を目指すエリザベス1世は、穏健的な人物を欲していたためパーカーを大主教に選んだが、パーカーを選んだ理由には彼女の私情も含まれていた。パーカーはエリザベスの母アン・ブーリンのお気に入りであり、アンが1536年に逮捕され、不倫、近親相姦、反逆罪を理由に処刑される数日前に、パーカーに対して娘エリザベスの宗教的幸福を委ねていた。もっとも、パーカーはエリザベスが望む大主教に必要な能力を、妻帯しているという一点を除いてはすべて兼ね備えていた。
パーカーは一般市民の宗教的狂信に疑念を抱いており、この考えを恐れて「人々は教会の改革支持者であるべき」という内容の『the people』を記した。パーカーは自ら前に出て改革をするリーダーではなく、教義、祈祷書、教会の冊子から賛美歌にいたるまで、彼の名前を冠したものは無い。パーカー協会 (Parker Society) は56冊の書物を発刊しているが、その中でパーカーの名前を冠しているものはわずかに1つであり、しかもそれは往復書簡である。パーカーは厳格かつ穏健な人物であり、学者であり、そして敬虔なキリスト教徒であり道徳者であった。彼の歴史研究は自説である「De antiquitate ecclesiae」（古キリスト教について）を立証し、彼が出版した他人の編纂物やアッサー (en)、マシュー・パリス (en)、トマス・ウォルシンハム (en)といった人物の著作はウェストミンスターのマシュー (en)という名前で知られている。
なお、パーカーの典礼に関する造詣の深さは彼が訳した詩篇や、彼が作ったと言われている感謝祭や礼拝の形式によって見ることができる。また、パーカーは非常に貴重な写本（これらの多くは宗教改革で潰されていった修道院が所蔵していたもの）を収集した。それらは彼が学長を務めていたコーパス・クリスティー・カレッジに建てられているパーカーの名前を関したパーカー・ライブラリー (en) に所蔵されている。

## 晩年
パーカーは世俗政治とのかかわりを避け、エリザベス1世の私的諮問機関にも加わることを認めなかったが、教会政治は彼を大いに悩ませることになった。福音主義派の一部は礼典の変更、そして最低でもいくつかの祭服については着用を完全に廃止するか、そうでないにしても着用は自由にすることを求めた。初期の長老派は主教制の廃止を求め、さらに保守派はそれらすべての変化に対して反対し、しばしば改革とは逆の方向にイングランド国教会を向けようとした。女王自身は、彼女が監督権を国王至上権に対する重要な防波堤の1つとみなすまでは、渋々ながらこれを与えていた。
1559年からおきた祭服論争(en)においては、女王はパーカーの目指す目標が成し遂げられることを求めていたにもかかわらず、それまで許可していたパーカーが試みた強固な統一の実現を拒否し、これはパーカーを愕然とさせた。このようにしてパーカーは議会や主教会議、女王らのわずかな助け受けているピューリタンの流れに対抗するのをやめた。1560年には、前年のものよりも祭服のハードルを下げたほか、主教の考察などを統一した『Interpretations and Further Considerations』が発行された。しかしこれは、カヴァーデール（パーカーを聖別した主教の一人）のような反祭服派の満足するところではなく、カヴァーデールはロンドンにおいてこれに従わないことを公示した。
パーカーが1566年に刊行した『好例の書』(en) は、反祭服派を非難するために王許を受けずに出版しなければならなかった。またパーカーの支持を受けてジョン・フォックスが刊行した『Reformatio legum ecclesiasticarum』も同じく王、議会の許可ともに取っていなかった。信仰問題を終わらせるために、議会は主教たちの主張に異議を唱えさえした。
祭服問題についての論争は国教会の統治制度と権威についての反論や異論を生み出すまでに至り、1575年5月17日にパーカーが亡くなる際には、ピューリタンによる「統治」手法によって女王の意思と女王に依存するあらゆる事柄が原状に戻されてしまうのではないか、という懸念を抱いたまま死の床に就くことになった。彼は自身の振る舞いをもって国教会の聖職者たちに対し模範を示したのであって、王権側が宗教改革の個人主義的傾向を押さえつけることに失敗したことに関してパーカーに過失があったわけではなかった。